# Schlacht bei Diedenhofen (1639)
Les Avins – Löwen – Tornavento – Guetaria – Fontarrabie – Corbie – Diedenhofen 1639 – Turin – Arras 1640 – Aire-sur-la-Lys – La Marfée – Honnecourt – Barcelona – Cartagena – Diedenhofen 1643 – Rocroi – Orbetello – Fort Mardyck – Dünkirchen – Rethel – Bordeaux – Lens – Arras 1654 – Valenciennes – Dünenschlacht
Die Schlacht bei Diedenhofen fand 1639 im Dreißigjährigen Krieg zwischen Franzosen und kaiserlichen sowie spanischen Truppen bei Diedenhofen statt. Diedenhofen war damals eine Grenzfestung des Herzogtums Luxemburg, das zu den habsburgisch beherrschten Spanischen Niederlanden gehörte.

## Beschreibung
Diedenhofen wurde von französischen Truppen unter Führung von Manassès de Pas, Marquis de Feuquières belagert. Der Belagerungsring wurde am 7. Juni 1639 von einer herbeirückenden Übermacht kaiserlicher und spanischer Truppen, befehligt von Ottavio Piccolomini, gesprengt und das französische Heer trotz hartnäckigem Widerstand vernichtend geschlagen.
Feuquières geriet nach der verlorenen Schlacht in Gefangenschaft und starb an seinen im Kampf erlittenen Blessuren am 13. März 1640.
Für diesen Sieg in einer der letzten großen Schlachten des Dreißigjährigen Krieges wurde Piccolomini vom spanischen König Philipp IV. (als König von Neapel dieses Namens der III.) am 28. Juni mit dem Herzogtum Amalfi belohnt und beliehen.
Am 10. August 1643 wurde der Ort nach einer erneuten Belagerung schließlich von französischen Truppen erobert.